# 너드

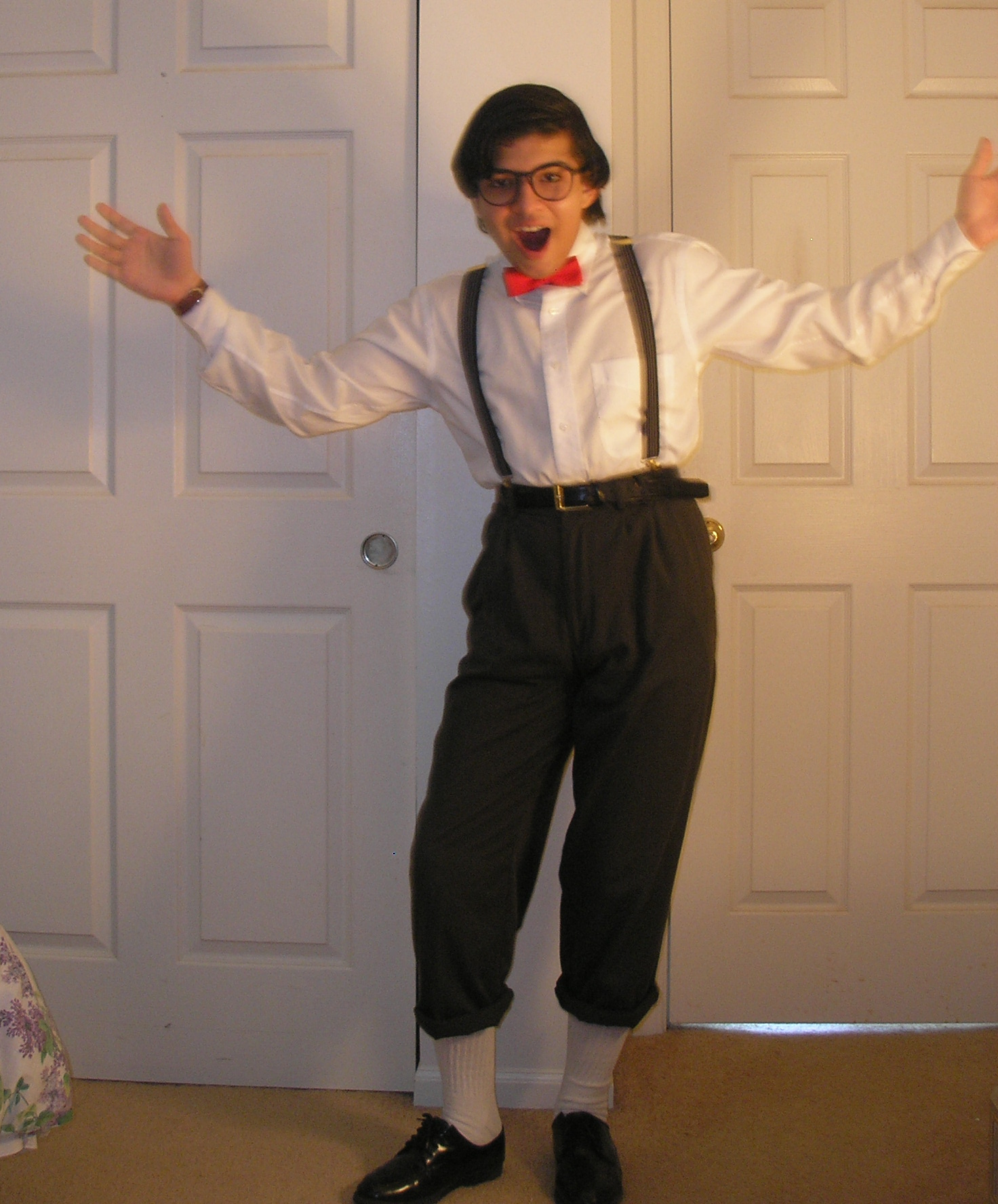
고정 관념을 가진 너드로 분장 한 소년.

너드(nerd)는 지능이 뛰어나지만 강박관념에 사로잡혀 있거나 사회성이 떨어지는 사람을 전형적으로 이르는 말이다. 대중적이지 않거나 잘 알려지지 않은 비주류 활동을 하는데 과도한 시간을 보내며, 이러한 활동은 주류 활동에 배제되는 높은 과학 기술이나 픽션, 또는 판타지에 관련한 주제가 일반적이다. 또한, 많은 너드가 부끄럼이 많고 별나며 매력 없는 모습으로 묘사되며, 운동 경기에 참여하거나 응원하는 것조차 어려워하기도 한다. 너드는 경멸적이고 고정관념에 가까운 말이지만, 다른 경멸 언어의 경우처럼 일부에서는 자긍심과 단체의 정체성을 표현하는 말로 재정의하기도 한다.

## 같이 보기
- 팬덤
- 긱
- 힙스터
- 지성주의
- 오타쿠
- 프레피 룩
- 비디오 게임 문화